# Блейзингейм, Уэйд
Уэйд Аллен Блейзингейм (англ. Wade Allen Blasingame; 22 ноября 1943, Деминг, Нью-Мексико) — американский бейсболист, играл на позиции питчера. Выступал за ряд клубов Главной лиги бейсбола с 1963 по 1972 год.

## Биография

### Ранние годы и начало карьеры
Уэйд Блейзингейм родился 22 ноября 1943 года в Деминге в штате Нью-Мексико. Он был старшим из двух детей в семье специализировавшегося на фруктах брокера Дейла Блейзингейма и его супруги Эвелин. Глава семьи был большим поклонником бейсбола и с детства прививал сыну любовь к этому виду спорта. Позднее семья переехала во Фресно, где существовала одна из сильнейших детских команд Американского легиона в стране. Также Блейзингейм в течение трёх лет играл питчером за команду старшей школы имени Теодора Рузвельта, одержав за это время 26 побед и не потерпев ни одного поражения. К моменту окончания школы скауты профессиональных клубов называли его лучшим питчером-левшой в Калифорнии. Всерьёз же на Блейзингейма претендовало четыре команды: «Милуоки Брэйвз», «Нью-Йорк Янкис», «Чикаго Кабс» и «Хьюстон Кольт 45». Остальных отпугивала сумма потенциального контракта.
Борьбу за талантливого питчера выиграли «Брэйвз», выплатившие ему бонус в размере 125 тысяч долларов. После подписания контракта Блейзингейм был отправлен в фарм-команду уровня C из Бойсе, в её составе он выиграл чемпионат Лиги пионеров. Весной 1962 года его пригласили на сборы с основным составом клуба. Затем он был направлен в команду AA-лиги Остин Сенаторз. На новом для себя уровне Блейзингейм выиграл десять матчей при четырнадцати поражениях с показателем пропускаемости 4,24. По этим показателям он входил в группу лидеров Техасской лиги. Единственной его проблемой был контроль подачи: в 156 проведённых на поле иннингах он допустил 100 уоков.
В 1963 году его перевели в команду AAA-лиги «Денвер Беарс». В матчах с более опытными отбивающими его сложности с контролем усугубились, а пропускаемость после восьми выходов на поле выросла до 9,90. После этого Блейзингейм был возвращён в «Сенаторз», где статистические показатели быстро улучшились. В сентябре его впервые вызвали в основной состав «Брэйвз». Дебютировав в Главной лиге бейсбола, он принял участие в двух играх чемпионата.

### Главная лига бейсбола
Старт сезона 1964 года он вновь провёл в составе «Денвера», но действовал заметно увереннее. Показатель ERA составлял 3,26, заметно ниже среднего по лиге значения. К середине июня его вызвали в «Брэйвз», питчеры которых играли неудовлетворительно. В июле Блейзингейм провёл свою первую полную игру и одержал первую в лиге победу. Регулярный чемпионат он завершил с девятью победами и пятью поражениями с пропускаемостью 4,24. Спортивная пресса Милуоки была в восторге от молодых питчеров команды: Блейзингейма, Денни Лемастера и Тони Клонинджера.
В 1965 году Блейзингейм и Клонинджер на двоих одержали 46 % побед команды. На счету первого было шестнадцать выигранных матчей, один из лучших результатов в истории клуба. Команда пыталась дать ему шанс провести сезон с двадцатью победами, но сделать это не позволила неэффективная игра отбивающих. По ходу чемпионата его начали называть «новым Уорреном Спаном», главный тренер «Брэйвз» Бобби Брэган называл его кервбол лучшим в лиге. Но развить успех Блейзингейму не удалось. Весной 1966 года он получил травму, прищемив кисть руки дверью автомобиля, и ему пришлось пропустить три недели тренировочных сборов. После возвращения на поле на уровень прошлого года ему вернуться не удалось. Затем у Блейзингейма воспалилось плечо и во второй части сезона он смог принять участие только в трёх играх.
Весной 1967 года «Брэйвз» возлагали большие надежды на его возвращение, но они не сбылись. К концу мая его показатель ERA превысил 7,00, вернулись сложности с контролем. Всё это привело к тому, что сначала Блейзингейма перевели в буллпен, затем обменяли. Команда отправила его в «Хьюстон Астрос», получив реливера Клода Реймонда. Сам Блейзингейм не был доволен переходом, но он пошёл ему на пользу. В «Астрос» его вернули в стартовую ротацию, а тренеры команды попытались изменить механику его подач. С пропускаемостью 5,96 он стал худшим в составе, но в концовке провёл несколько удачных игр.
Следующей весной клуб приобрёл несколько новых питчеров и Блейзингейм не сумел сохранить своё место в ротации. Боли в плече, другие травмы и низкая эффективность привели к тому, что он сыграл всего 36 иннингов. В 1969 году, после обмена Майка Куэльяра, он вновь получил место в составе как ведущий питчер-левша, но проиграл все пять матчей в апреле и был возвращён в группу реливеров. После окончания сезона «Астрос» вывели его из расширенного состава, отправив в фарм-команду «Оклахома-Сити Эйти Найнерс». Там Блейзингейм смог вернуть в свой арсенал подач кервбол, бросать который ему мешало больное плечо. К августу он одержал восемь побед при пропускаемости 3,12, после чего «Хьюстон» вернул его в состав.
В августе 1970 года он одержал первую за два сезона победу в лиге. Спустя девять дней он провёл полную игру, впервые за пять сезонов. До конца чемпионата Блейзингейм сыграл ещё тринадцать матчей, неудачно выступив лишь в последнем. В 1971 году ему отдали место пятого питчера ротации, за сезон он выиграл девять матчей, проиграв одиннадцать. Но перед стартом следующего чемпионата «Астрос» приобрели ещё двух левшей, после чего его перевели в буллпен. В роли реливера Блейзингейм пользы не приносил. Его обменяли в «Нью-Йорк Янкис», но и там он не заиграл. Сезон 1972 года стал для него последним в лиге. В 1973 году он играл за несколько клубов уровня AAA-лиги, а ещё через год завершил карьеру игроком «Гавайи Айлендерс».

### После окончания карьеры
Завершив карьеру, Блейзингейм устроился на работу в компанию, занимавшуюся эксплуатацией Трансаляскинского нефтепровода. Пиком его карьеры в этой отрасли стала руководящая должность в AES-Houston Contracting Company. Позднее он также вошёл в состав совета директоров бейсбольной лиги Американского легиона. В 1985 году он был избран в Зал спортивной славы округа Фресно.